# Six Jours d'Oakland
Les Six Jours d'Oakland sont une ancienne course cycliste de six jours disputée au Municipal Auditorium, à Oakland, aux États-Unis. Trois éditions ont été organisées, de 1935 à 1937.

## Palmarès
| Année | Vainqueur                    | Deuxième                       | Troisième                          |
| ----- | ---------------------------- | ------------------------------ | ---------------------------------- |
| 1935  | Jules Audy Reginald Fielding | Bobby Echevarria Lew Rush      | Harold Nauwens Jackie Sheehan      |
| 1936  | George Dempsey Lew Rush      | Bobby Echevarria Henri O'Brien | Russel Allen Xavier Van Slembroeck |
| 1937  | George Dempsey Cecil Yates   | Jerry Rodman Freddy Zach       | Raymond Bédard George Shipman      |